# Київська асоціація військових аташе
Київська асоціація військових аташе (КАВА) — асоціація, заснована в грудні 1992 року, об'єднує 42 апарати військових аташе. Основна мета організації - підтримка комунікації між її учасниками, а також з Міністерством оборони України, іншими урядовими та громадськими організаціями.

## Головування
Президенти асоціації
- полковник Еріх Сімбургер (2016) (Австрія)
- полковник Норберт Гес (2018) (Німеччина)
- полковник Александрс Холмановс (Латвія)